# Chöying Dorje
Karmapa
Wangchuk Dorje Yeshe Dorje
Chöying Dorje, (tibétain : ཆོས་དབྱིངས་རྡོ་རྗེ, Wylie : chos dbyings rdo rje, 26 avril 1604 Khaytri Tang, province de Golok, Amdo -13 décembre 1674, Drak (sgrags)) fut le 10e karmapa, chef de la lignée karma-kagyu du bouddhisme tibétain également célèbre en tant qu'artiste pour ses peintures et sculptures.

## Biographie
Chöying Dorjé est né dans le village de Khaytri Tang dans la région de Golok au nord-est du Tibet dans la province de l'Amdo le 28e jour du 3e mois de l'année du dragon de bois (26 avril 1604). À sa naissance, il aurait fait 7 pas dans chaque direction cardinale. Il montra un talent artistique à un jeune âge. 
En 1613, Chöying Dorje, alors âgé de 9 ans, étudie l'histoire de la vie de Milarépa, pour qui il s'enthousiasme. Au cours du deuxième mois lunaire de cette année, il dessine sa première œuvre connue, figurant sur un carré de coton blanc le 1er karmapa avec les cheveux emmêlés, un chapeau et une robe noirs dont il aurait eu une vision. Au cours du quatrième mois lunaire de cette année, il peint sur papier une image d'un épisode célèbre de la vie de Milarépa, son sauvetage d'un cerf d'un chasseur nommé Gonpo Dorjé. Il s'agit de ses premières œuvres, dont on ne ignore si elles résultent d'une instruction formelle ou de dessins d'un enfant précoce.
Chöying Dorje aurait prévu des guerres et des conflits politiques liés entre d’un côté le souverain mongol Güshi Khan alliés aux tenants de l’école Gelugpa, et d’un autre côté le roi de Tsang, gouvernant la plus grande partie du Tibet, et allié aux tenants des écoles Kagyu et Jonang.
En 1618, le roi de Tsang, Karma Phuntsok Namgyal, intronise en tant que chef spirituel du Tibet le 10e karmapa, lequel refuse. 
En 1629, il se rend en pèlerinage au mont Kailash. 
En prévision d’une longue absence, le 10e karmapa donna ses biens à des nécessiteux, et il fit de Gyaltsab Rinpoché son régent. 
Il y eut de nombreux morts et destructions quand les armées mongoles de Güshi Khan attaquèrent Shigatsé, puis la région où résidait le karmapa,, et détruisirent la quasi-totalité des établissements Kagyu (bka' brgyud pa) dans les régions centrales du pays ou les transformèrent en établissement Gélugpa (dGe lugs pa). Il a bénéficié de patronage du roi du Tsang, Karma Tenkyong Wangpo (kar ma bsTan skyong dbang po), alors en guerre ouverte avec les autorités du Ü (dbus) qui appuyaient les l'école Gélugpa et les Mongols. Il fut alors contraint à l'exil pour sauver sa vie.
Le 10e karmapa fut reçu par le roi du Li Jiang (actuellement appelé Lijiang et précédemment intégré au royaume de Nanzhao), A-ssu A-ch'un (zh) (阿寺阿春, ou Mu Yi, 木懿) en l’an 1645. Ce dernier lui offrit une réplique de la coiffe noire. Depuis cette époque, la coiffe noire originale était conservée au monastère de Tsourphou, et le karmapa emportait une réplique lors de ses déplacements.  
Le karmapa se rendit au Népal, en Birmanie, et au nord du Yunnan en Chine. Il construisit des monastères dans ces régions. Dans une région du Yunnan peuplée de Naxi, il fonda Ogmin Namling à Lashiba, le premier monastère bouddhiste de cette région. Encore aujourd’hui, des pierres portant des Mani peuvent ainsi être trouvées dans certains foyers Naxi, notamment dans le sous-groupe Mosuo. 
Il épousa Kelpa Zangmo avec qui il eut plusieurs filles et fils, dont Norbu Zangpo, le 6e Gyaltsab Rinpoché.
Le karmapa enseigna aussi le dharma et reconnut des réincarnations de tulkus de la lignée Kagyu. 
Après un exil qui dura 20 ans d'exil, il revint au Tibet et se réconcilia avec le dalaï-lama. En 1674, le 5e dalaï-lama reçut au palais du Potala le 10e karmapa qui lui transmit les enseignements sur le Mahamudra. Il a donné des instructions pour que le karmapa soit libre de retourner au monastère de Tsourphou.
Il est mort le 15e jour du 11e mois de l'année du tigre de bois (13 décembre 1674)
Dans le patrimoine artistique tibétain, le 10e karmapa Chöying Dorje est considéré comme un des artistes les plus exceptionnels de tous les temps. Les différentes biographies conviennent que le 10e karmapa était un peintre et sculpteur talentueux déjà à un jeune âge,.

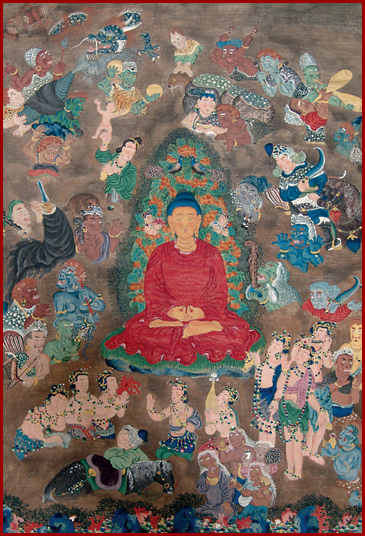
Scène de la vie du Bouddha, , par le 10e karmapa.
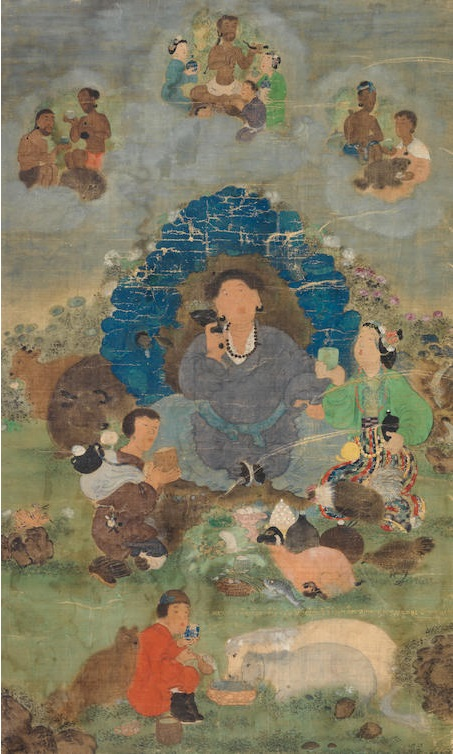
Marpa Lotsāwa reçoit Milarépa, sous le regard de Dagméma, par le 10e karmapa.
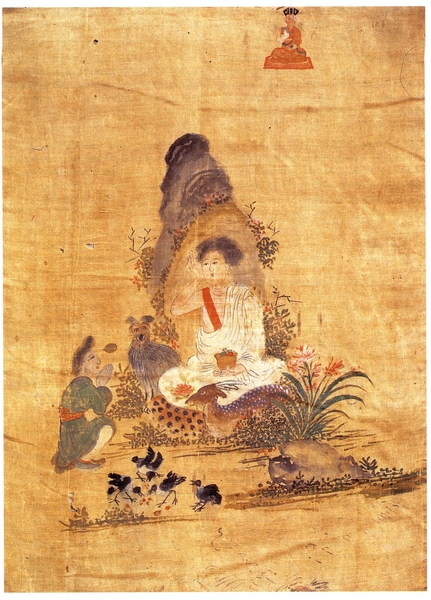
Milarépa assis à l'extérieur d'une grotte de montagne, 1613, Tibet Museum - Fondation Alain Bordier